# Ludza (novads)
Ludza est un novads de Lettonie, situé dans la région de Latgale. En 2009, sa population est de 15 986 habitants.